# Harmannsdorf (Herrschaft)
Die Herrschaft Harmannsdorf war eine Grundherrschaft im Viertel ober dem Manhartsberg im Erzherzogtum Österreich unter der Enns, dem heutigen Niederösterreich.

## Ausdehnung
Die Herrschaft mit dem Gut Zogelsdorf umfasste zuletzt die Ortsobrigkeit über Harmannsdorf, Etzmannsdorf und Zogelsdorf. Der Sitz der Verwaltung befand sich in Harmannsdorf.

## Geschichte
Letzter Inhaber der Allodialherrschaft war Karl Gundaccar Ritter von Suttner (1819–1898). Im Zuge der Reformen 1848/1849 wurde die Herrschaft aufgelöst.